# Politique étrangère du Kazakhstan
La politique étrangère du Kazakhstan repose principalement sur la sécurité politique et économique, mais également la croissance de l'économie du Kazakhstan et de l'Asie centrale. L'administration Nazarbaïev a essayé d'équilibrer les relations avec la Russie et les États-Unis en livrant du pétrole et du gaz naturel à son voisin du Nord à des prix artificiellement bas, tout en aidant les États-Unis dans la guerre contre le terrorisme. Le Kazakhstan est membre des Nations unies, de l'Organisation pour la sécurité et la coopération en Europe (qu'il a présidé en 2010), du Conseil de coopération de l'Atlantique Nord, de la Communauté des États indépendants, de l'Organisation de coopération de Shanghai et du partenariat de l'OTAN pour la paix. Le Kazakhstan établi une union douanière avec la Russie et la Biélorussie, qui sera transformé en espace économique commun en 2012. Le 19 novembre 2011 les États membres ont mis sur pied une commission mixte sur la promotion de liens économiques plus étroits avec l'intention de créer une Union eurasienne en 2015. Le Kazakhstan a fondé la Communauté économique eurasienne avec le Kirghizstan et le Tadjikistan. Le Kazakhstan a appelé à une intégration intra-régionale en Asie centrale et à l'intégration internationale de la région.

## Présidence de l'OSCE
En janvier 2010 le Kazakhstan prend la présidence de l'Organisation pour la sécurité et la coopération en Europe (OSCE), la plus grande organisation de sécurité régionale, dont 56 pays d'Europe, d'Amérique du Nord et d'Asie sont membres. 
Le Kazakhstan est devenu le premier État post-soviétique, État majoritairement asiatique et musulman à avoir l'honneur de diriger l'organisation. 
Ceci symbolise sans aucun doute le succès des réalisations sociales, économiques et politiques du Kazakhstan au cours des 18 années de son indépendance. 
En décembre 2010 le Kazakhstan a tenu le premier sommet de l'OSCE depuis 1999.

## Organisation de coopération de Shanghai
Le Kazakhstan est l'un des membres fondateurs de l'Organisation de coopération de Shanghai, connue sous le nom des « cinq de Shanghai », fondée le 26 avril 1996 avec la signature du traité sur l'approfondissement de la confiance militaire dans les régions frontalières (Treaty on Deepening Military Trust in Border Regions) à Shanghai. Depuis lors, le Kazakhstan est devenu un membre très actif dans la politique globale de l'organisation.
Au sommet de l'OCS qui s'est tenu à Bichkek le 20 septembre 2013, le Kazakhstan a rencontré les dirigeants de l'OCS pour discuter de nombreuses questions. 
L'une des principales questions portant sur la stabilité régionale de l'Afghanistan après le retrait des troupes américaines. 
Le Kazakhstan a également signé la déclaration de Bichkek avec les États membres et observateurs de l'OCS pour tenter de trouver des solutions diplomatiques pour l'Iran et la Syrie. 
Sur la Syrie, le Kazakhstan a voulu aider à trouver une solution diplomatique sans qu'elle nécessite une intervention directe en raison de la nécessité de l'autorisation des Nations unies. 
Sur l'Iran, le Kazakhstan a voulu voir une solution diplomatique entre l'Iran et le groupe P5+1 pour permettre à l'Iran d'enrichir de l'uranium à des fins civiles (production d'énergie nucléaire).

## Relations bilatérales
Le Kazakhstan a établi des relations diplomatiques avec 130 entités souveraines (dont le Vatican, l'ordre souverain de Malte, la Palestine) et avec l'Union européenne,.

### Arménie
Les relations diplomatiques entre les deux pays ont été établies le 27 août 1992. Depuis 1992, l'Arménie dispose d'une ambassade à Almaty tandis que le Kazakhstan possède une ambassade à Erevan.

### Azerbaïdjan
Les relations diplomatiques sont établies le 27 août 1992. L'Azerbaïdjan a une ambassade à Astana. Le Kazakhstan a une ambassade à Bakou depuis le 16 décembre 1994. Les relations sont relativement amicales. Selon l'Agence des statistiques du Kazakhstan, les exportations vers l'Azerbaïdjan en 2005 ont totalisé 129 millions de dollars et les importations en provenance d'Azerbaïdjan ont totalisé 3 millions de dollars US. Les deux pays sont membres du Conseil turcique et de l'Organisation internationale pour la culture turque.

### Chine
Les relations diplomatiques formelles furent établies le 3 janvier 1992 après la dissolution de l'URSS et les pays signèrent leur premier accord sur la frontière en avril 1994. En 1993, le président kazakh Noursoultan Nazarbayev visite officiellement Pékin sur invitation du président chinois Jiang Zemin. En 1996, le Kazakhstan et la Chine, avec la Russie, le Kirghizistan, le Tadjikistan et l'Ouzbékistan fondent l'Organisation de coopération de Shanghai. Les deux pays coopèrent dans le domaine sur le plan du développement économique, de la lutte contre le terrorisme et du trafic de drogues. La Chine entend par ailleurs développer ses relations avec le Kazakhstan afin de limiter l'influence américaine en Asie centrale et d'empêcher l'implantation d'éventuelles bases aériennes américaines au Kazakhstan,.
Le gazoduc d'Asie centrale - Chine, mis au point par la China National Petroleum Corporation et KazMunayGas, traverse par ailleurs le territoire kazakh.

### États-Unis
Les relations diplomatiques entre le Kazakhstan et les États-Unis sont établies le 16 décembre 1991, lorsque les États-Unis deviennent le premier pays à reconnaissance l'indépendance de cette ancienne république soviétique. Les États-Unis ont joué un rôle essentiel en aidant le Kazakhstan se débarrasser et démanteler son stock d'armes nucléaires entre 1991 et 1996. Après les attentats du 11 septembre 2001, la coopération bilatérale s'est renforcée, le Kazakhstan aidant les États-Unis dans la guerre contre le terrorisme. 27 soldats des forces armées kazakhes ont participé à la guerre d'Irak et se sont retirés de ce pays en 2008, démantelant 4 millions de mines et d'autres explosifs et en aidant à fournir des soins médicaux à plus de 5 000 membres de la coalition et des civils et purifiant 718 mètres cubes d'eau. Le gouvernement kazakh a proposé aux États-Unis d'offrir un aéroport pour les opérations militaires américaines mais devant les pressions russe et chinoise, le général John Abizaid, commandant du United States Central Command, déclare le 3 mai 2005 que les « États-Unis n'ont pas l'intention d'ouvrir une base militaire au Kazakhstan, à moins qu'une situation tendue émerge dans la région, en vertu de laquelle le gouvernement kazakh demande aux forces armées des États-Unis à le faire » Le vice-président des États-Unis Dick Cheney a visité le Kazakhstan le 5 mai 2006.

### Kirghizstan
Les relations bilatérales entre les pays sont très fortes et les peuples kirghiz et kazakh sont très proches l'un de l'autre sur les plans linguistique, culturel et religieux. Le 26 avril 2007, les présidents du Kazakhstan et le Kirghizstan ont signé un accord pour créer un « Conseil international suprême » entre les deux États. Cet événement historique a eu lieu lors d'une visite officielle du président kazakh dans la capitale du Kirghizistan, Bichkek.

### Ouzbékistan
Le Kazakhstan entretient de bonnes relations diplomatiques avec l'Ouzbékistan et le président ouzbek Islam Karimov a visité le Kazakhstan plusieurs fois.

### Turkménistan
- Le Kazakhstan a une ambassade à Achgabat.
- Le Turkménistan a une ambassade à Astana.

### Ukraine
- Le Kazakhstan a une ambassade à Kiev et un consulat-honoraire à Odessa.
- L'Ukraine a une ambassade à Astana et un consulat-général à Almaty.

Entre 895 000 et 2 400 000 d'Ukrainiens ethniques vivent au Kazakhstan. Les deux pays sont membres de la TRACECA et de l'Initiative de Bakou. Le commerce bilatéral en 2012 a plus que doublé par rapport à 2010 et a atteint 4,4 milliards de dollars US.

### Union européenne
Depuis 2002, l'UE est devenue le plus important partenaire commercial du Kazakhstan puisqu'elle est le lieu de 40 % de ses exportations. Ces exportations sont, premièrement, le pétrole et le gaz (80 % en 2007). En 2007, l'importation de biens du Kazakhstan dans l’Union s'élevait à 13,35 milliards d'euros et en matière de bien à 1,52 milliard d'euros. Les exportations de l’Union vers le Kazakhstan représentaient 6,04 milliards d'euros de biens et 1,92 milliard d'euros de services.

## Pays avec lesquels le Kazakhstan n'entretient pas de relations diplomatiques
Le Kazakhstan n'a pas établi de relations diplomatiques avec :
- Andorre ;
- Belize, Bahamas, Haïti, Saint-Christophe-et-Niévès, Sainte-Lucie, Saint-Vincent-et-les-Grenadines, Dominique, Grenade, Trinité-et-Tobago, Barbade, Guyana, Suriname ;
- Guatemala, Bolivie, Salvador, Uruguay ;
- Gambie, Mali, Burkina Faso, Bénin, Togo, Côte d'Ivoire, Liberia, Sierra Leone, Guinée-Bissau, République centrafricaine, Guinée équatoriale, Sao Tomé-et-Principe, Gabon, RD Congo, Soudan du Sud, Rwanda, Burundi, Tanzanie, Somalie, Djibouti, Érythrée, Eswatini, Éthiopie, Seychelles, Comores, île Maurice, Malawi, Lesotho, Namibie, Botswana ;
- Bhoutan, Népal ;
- Timor oriental, Palaos, Micronésie, îles Marshall, Kiribati, Tuvalu, Nauru, Samoa, Tonga, îles Cook, Niue, îles Salomon, Vanuatu, Fidji, Papouasie-Nouvelle-Guinée ;
- le reste des États avec une reconnaissance limitée.

## Politique de visas
À l'occasion de la 27e réunion du Conseil des investisseurs étrangers, le président Nazarbaïev a annoncé l'entrée sans visa pour les citoyens des États-Unis, des Pays-Bas, du Royaume-Uni, de la France, de l'Allemagne, de l'Italie, de Malaisie, des Émirats arabes unis, de la Corée du Sud et du Japon. Il convient de noter qu'actuellement le Kazakhstan et les États-Unis émettent 5 ans de visas aux citoyens de l'autre pays.

## Différends frontaliers
La frontière maritime en mer Caspienne, mal délimitée et n'étant régie par aucun accord international, reste un point de discorde entre la Russie, l'Ouzbékistan, le Kazakhstan et le Turkménistan. Selon Sagintaev Bakytzshan Abdirovich, vice-Premier ministre kazakh, en 2015 le Kazakhstan et la Chine vont signer un accord intergouvernemental sur la répartition de l'eau de 24 cours d'eau transfrontaliers.

## Narcotrafic
Avec la chute de l'Union soviétique, le Kazakhstan est devenu un pays de transit pour les stupéfiants produits en Asie du Sud-Ouest (notamment l'héroïne et le cannabis), principalement en provenance d'Afghanistan. En 2001, les autorités kazakhes ont rapporté 1 320 cas de trafic de drogue et saisi 18 tonnes de stupéfiants. Cependant, ces estimations sont considérées comme une fraction du volume total du fait de la corruption généralisée qui continue d'entraver les efforts anti-narcotrafic du gouvernement kazakh.